# Акинин, Константин Юрьевич
Константин Юрьевич Акинин (укр. Костянтин Юрійович Акінін; 25 июня 1978) — украинский футболист.

## Карьера
Начал карьеру 13 августа 1994 года в армянском «Титане». Следующий сезон начал в донецком «Шахтёре», но за основной состав сыграл только один матч. 21 марта 2001 года сыграл первый матч за «Полиграфтехнику». Следующий сезон Константин Акинин начал в алчевской «Стали», в составе которой он дебютировал 3 августа 2001 года, но в основной состав так и не пробился. В 2003 году вернулся в армянский «Титан», в котором завершил свою карьеру.